# Sorgeregister
Die Sorgeregister, manchmal auch Sorgerechtsregister genannt, sind Verzeichnisse, die von jedem deutschen Jugendamt örtlich geführt werden (§ 58 Abs. 1 Satz 1 SGB VIII).

## Eintragungen
Eintragungen in ein Sorgeregister erfolgen aus drei Gründen (§ 58 Abs. 1 Satz 2 SGB VIII):
1. Abgabe einer Sorgeerklärung (der Eltern) gegenüber einer beurkundenden Stelle (Jugendamt, Notar oder Gericht)[1]
2. Gerichtliche Entscheidung (rechtskräftig) den Eltern die elterliche Sorge gemeinsam zu übertragen (ganz oder zum Teil)[2]
3. Gerichtliche Entscheidung (rechtskräftig)[3]
  - der Mutter die elterliche Sorge zu entziehen (ganz oder zum Teil) oder
  - die elterliche Sorge auf den Vater allein zu übertragen

## Mitteilungspflicht

### Abgabe einer Sorgeerklärung
Bei Abgabe einer Sorgeerklärung hat die beurkundende Stelle die Abgabe einer Sorgeerklärung und der Zustimmung (bei einem oder zwei minderjährigen Elternteilen durch den gesetzlichen Vertreter) unverzüglich dem zuständigen Jugendamt mitzuteilen.
Hierbei kann es sich um einen Notar oder eine Notarin, ein Gericht oder ein anderes (nicht im Sinne des § 58 Absatz 1 Satz 1 SGB VIII zuständiges) Jugendamt handeln.

### Gerichtliche Entscheidungen
Bei Gerichtsentscheidungen nach Nr. 2 (s. #Eintragungen) ohne Beteiligung des Jugendamtes (§ 1626 a Absatz 2 BGB i. V. m. § 155 a FamFG) obliegt die Mitteilungspflicht an das zuständige Jugendamt dem Gericht.
Bei Gerichtsentscheidungen nach Nr. 2 und 3 (s. #Eintragungen) unter Beteiligung des Jugendamtes obliegt die Mitteilungspflicht an das zuständige Jugendamt dem (für das Gerichtsverfahren zuständige) Jugendamt.

## Negativattest
s. auch Sorgeerklärung#Negativattest
Liegen keine Eintragungen im Sorgeregister vor, so erhält alleine die (mit dem Vater des Kindes nicht verheiratete) Mutter auf Antrag eine entsprechende schriftliche Auskunft vom zuständigen Jugendamt – das sogenannte Negativattest.

## Datenschutz
Die Sorgeregister unterliegen dem besonderen Datenschutz des Sozialgesetzbuches.
Die Auskunftsberechtigung hat alleine die Mutter inne (s. Negativattest). Auskünfte an Dritte haben somit keine gesetzliche Grundlage und sind unzulässig.
„Es ist abschließend festzuhalten, dass Eintragungen in einem Sorgeregister Sozialdaten im Sinne des § 67 Abs.1 SGB X darstellen und den allgemein für den Umgang mit Sozialdaten geltenden Regelungen unterliegen. Aus dem Sorgeregister sind daher Auskünfte (an betroffene Personen über ihre Daten) nach § 83 SGB X (heute Art. 15 DSGVO) zu erteilen. Ein Übermitteln von Daten an andere Behörden und Familiengerichte wird hingegen (– ebenso wie die Weitergabe im Jugendamt selbst –) regelmäßig nicht zulässig sein, da die im Sorgeregister enthaltenen Daten vorrangig beim Betroffenen zu erheben sind“

## Rechtsgrundlage
Aktuelle Fassung
- § 58 SGB VIII

Vergleich der Änderung von § 58a SGB VIII a.F. zu § 58 SGB VIII n.F
- Änderung § 58 SGB VIII vom 01.01.2023